# 滨河圣克拉尔
滨河圣克拉尔（法語：Saint-Clar-de-Rivière，法語發音：[sɛ̃ klaʁ də ʁivjɛʁ]）是法国上加龙省的一个市镇，属于米雷区。

## 地理
滨河圣克拉尔（43°27'58"N, 1°12'55"E）面积10.07 平方千米，位于法国奧克西塔尼大區上加龙省，该省份为法国西南部内陆省份，西南端与西班牙接壤，自此顺时针与上比利牛斯省、热尔省、塔恩-加龙省、塔恩省、奥德省和阿列日省接壤。
与滨河圣克拉尔接壤的市镇（或旧市镇、城区）包括：圣利斯、康贝尔纳、拉巴斯蒂代特、拉马斯凯尔、莱尔姆、米雷、圣富瓦-德佩罗利耶尔。
滨河圣克拉尔的时区为UTC+01:00、UTC+02:00（夏令时）。

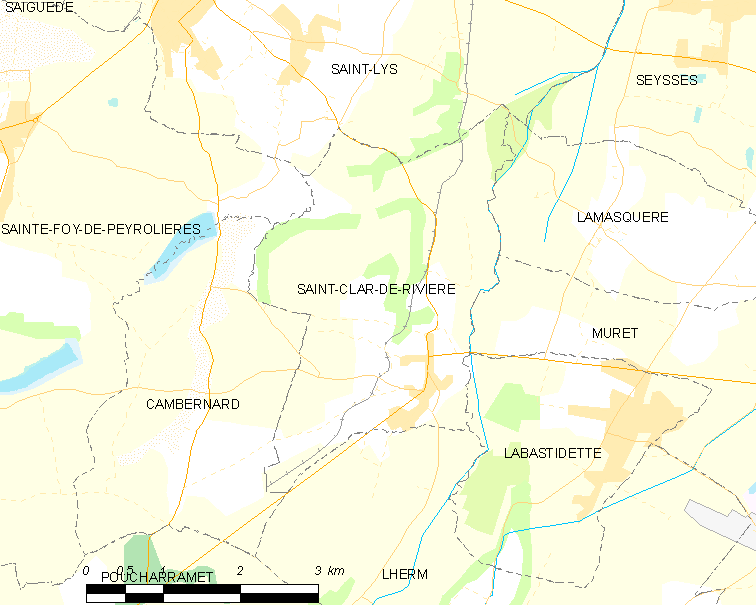
滨河圣克拉尔的OSM定位图

## 行政
滨河圣克拉尔的邮政编码为31600，INSEE市镇编码为31475。

## 政治
滨河圣克拉尔所属的省级选区为米雷县。

## 人口

1962-2008年间滨河圣克拉尔人口变化图示

滨河圣克拉尔于2022年1月1日时的人口数量为1664人。